# Nomada angelarum
Nomada angelarum är en biart som beskrevs av Cockerell 1903. Nomada angelarum ingår i släktet gökbin, och familjen långtungebin. Inga underarter finns listade i Catalogue of Life.